# Marc Lieb
Pour les articles homonymes, voir Lieb.
Marc Lieb , né le 4 juillet 1980, est un pilote automobile allemand.

## Biographie
En 2016, il remporte les 24 heures du Mans et est sacré champions du monde d'endurance.

## Carrière automobile
- 1997 : Formule Ford 1800 Allemagne, 2e
- 1999 : Formule Renault Allemagne, 2e
- 2000 : Porsche Carrera Cup Allemagne, 5e
- 2001 : Porsche Carrera Cup Allemagne, 7e
- 2002 : Porsche Carrera Cup Allemagne, champion
- 2003 : FIA GT GT2, champion
  - 24 Heures du Mans catégorie GT, 2e
  - 24 Heures de Spa, vainqueur
  - Porsche Cup, vainqueur
- 2004 : 24 Heures du Mans catégorie GT, abandon
- 2005 : FIA GT GT2, champion
  - 24 Heures du Mans catégorie GT2, vainqueur
  - 24 Heures de Spa catégorie GT2, vainqueur
- 2006 : Le Mans Series GT2, champion
  - ALMS GT2, 16e
- 2007 : Le Mans Series GT2, 2e
  - 24 Heures du Nürburgring, vainqueur
  - FIA GT GT2, 10e
  - ALMS GT2, 20e
- 2008 : 24 Heures du Nürburgring, vainqueur
- 2009 : 24 Heures du Nürburgring, vainqueur
- 2011 : 24 Heures du Nürburgring, vainqueur
- 2014 :
  - Vainqueur des 6 Heures de São Paulo sur Porsche 919 Hybrid
- 2015 :
  - Vainqueur des 6 Heures de Bahrein sur Porsche 919 Hybrid
- 2016 :
  - Vainqueur des 6 Heures de Silverstone sur Porsche 919 Hybrid
  - Vainqueur des 24 heures du Mans